# 宝兴鼠尾草
宝兴鼠尾草（学名：Salvia paohsingensis）为唇形科鼠尾草属的植物，是中国的特有植物。分布于中国大陆的四川等地，生长于海拔2,800米的地区，多生在林下，目前已由人工引种栽培。